# Torneo Clausura 2015 Liga de Ascenso
El Torneo Clausura 2015 del Ascenso MX fue el 40° torneo de la Liga de Ascenso de México. Contó con la participación de 14 equipos. Al término del torneo no hubo descenso a la Segunda División, y en cada jornada participaron todos los equipos. El campeón de este torneo fue Dorados de Sinaloa, quienes derrotaron por marcador global de 3-1 al Atlético San Luis en la final. Se enfrentó al Necaxa, campeón del Torneo Apertura 2014, en la final por el ascenso, para decidir quien de los dos ascendería a la Liga MX, en lugar de la U de G.

## Sistema de competición
El sistema de calificación de este torneo es el mismo del Torneo Apertura 2014. Este se desarrolla en dos fases:
- Fase de calificación: que se integra por las 13 jornadas del torneo.
- Fase final: que se integra por los partidos de ida y vuelta en rondas de cuartos de final, de semifinal y final.

### Fase de calificación
En la fase de calificación participan los 14 clubes de la Liga de Ascenso de México jugando todos contra todos durante las 13 jornadas respectivas, a un solo partido. Se obtienen 3 puntos por juego ganado, y 1 por juego empatado.
El orden de los clubes al final de la fase de calificación del torneo corresponde a la suma de los puntos obtenidos por cada uno de ellos y se presenta en forma descendente. Si al finalizar las 13 jornadas del torneo, dos o más clubes empatan en puntos, su posición en la tabla general sería determinada atendiendo a los siguientes criterios de desempate:
1. Mejor diferencia entre los goles anotados y recibidos.
2. Mayor número de goles anotados.
3. Marcadores particulares entre los clubes empatados.
4. Mayor número de goles anotados como visitante.
5. Sorteo.

### Fase final
Los siete primeros equipos de la tabla general son los calificados para la fase final del torneo. Los partidos correspondientes a la fase final se desarrollan a visita recíproca y los equipos mejor ubicados recibieron el partido de vuelta, en las siguientes etapas:
- Cuartos de final
- Semifinales
- Final
- Final de Ascenso

En esta fase, en caso de empate en el marcador global (resultado de los partidos de ida y de vuelta), el primer criterio para desempatar será el gol de visitante, es decir, el equipo que haya anotado más goles como visitante sería el que avance a la siguiente fase. El segundo criterio de desempate es la posición en la tabla, es decir, en caso de empate global y que no haya diferencia alguna en los goles de visitante, el equipo mejor ubicado en la tabla general de la fase de calificación sería el que avanzara a la siguiente fase. En la final, en caso de empate en el marcador global, se añadirían dos periodos de 15 minutos y, en caso de mantenerse la igualdad, se procedería a los tiros penales.

## Equipos por Entidad Federativa
Para esta temporada 2014-15 se contará con 14 equipos, las entidades federativas de la República Mexicana con más equipos profesionales en la Liga de Ascenso serán Guanajuato y Tamaulipas con dos equipos.
| Atlante Dorados Altamira Correcaminos Celaya Irapuato Necaxa San Luis Mérida Lobos BUAP Oaxaca Zacatepec Tepic Zacatecas |

| Entidad federativa | N.º | Equipos                 |
| ------------------ | --- | ----------------------- |
| Guanajuato         | 2   | Celaya e Irapuato       |
| Tamaulipas         | 2   | Correcaminos y Altamira |
| Morelos            | 1   | Zacatepec               |
| Sinaloa            | 1   | Dorados                 |
| Aguascalientes     | 1   | Necaxa                  |
| Oaxaca             | 1   | Oaxaca                  |
| Puebla             | 1   | Lobos BUAP              |
| San Luis Potosí    | 1   | Atlético San Luis       |
| Yucatán            | 1   | Mérida                  |
| Quintana Roo       | 1   | Atlante                 |
| Nayarit            | 1   | Tepic                   |
| Zacatecas          | 1   | Zacatecas               |

## Información de los equipos
| Club                                       | Sede                             | Entrenador              | Estadio                 | Capacidad | Marca        | Canal TV |
| ------------------------------------------ | -------------------------------- | ----------------------- | ----------------------- | --------- | ------------ | -------- |
| Altamira                                   | Altamira, Tamaulipas             | Fernando Palomeque      | Altamira                | 13 500    | Lotto        | SKY      |
| Atlante                                    | Cancún, Quintana Roo             | Wilson Graniolatti      | O. Andrés Quintana Roo  | 20 000    | Kappa        | UTDN     |
| Atl. San Luis                              | San Luis Potosí, San Luis Potosí | Raúl Arias              | Alfonso Lastras Ramírez | 30 000    | Tenis Charly | SKY      |
| Celaya                                     | Celaya, Guanajuato               | Enrique López Zarza     | Miguel Alemán Valdés    | 32 300    | Keuka        | SKY      |
| Archivo:Correcaminos UAT.png Correcaminos  | Ciudad Victoria, Tamaulipas      | Ricardo Cadena          | Marte R. Gómez          | 18 000    | Atletica     | SKY      |
| Dorados                                    | Culiacán, Sinaloa                | Carlos Bustos           | Banorte                 | 23 000    | Silver Sport | UTDN     |
| Irapuato                                   | Irapuato Guanajuato              | Jorge Manrique*         | Sergio León Chávez      | 35 000    | Keuka        | UTDN     |
| Lobos BUAP                                 | Puebla, Puebla                   | Ricardo Valiño          | Olímpico de la BUAP     | 21 750    | Keuka        | UTDN     |
| Mérida                                     | Mérida, Yucatán                  | Juan Carlos Chávez      | Carlos Iturralde Rivero | 21 054    | Foursport    | SKY      |
| Necaxa                                     | Aguascalientes, Aguascalientes   | Miguel de Jesús Fuentes | Victoria                | 25 494    | Umbro        | SKY      |
| Oaxaca                                     | Oaxaca, Oaxaca                   | Ricardo Rayas           | Benito Juárez           | 12 500    | Lotto        | UTDN     |
| Tepic                                      | Tepic, Nayarit                   | Mauro Camoranesi        | Arena Cora              | 12 945    | Romed        | SKY      |
| Zacatecas                                  | Zacatecas, Zacatecas             | Pablo Marini            | Francisco Villa         | 18 000    | Pirma        | ESPN 2   |
| Zacatepec                                  | Zacatepec, Morelos               | Joel Sánchez Ramos      | Agustín Coruco Díaz     | 24 443    | Silver Sport | UTDN     |
| Datos actualizados al 23 de marzo de 2015. |                                  |                         |                         |           |              |          |

### Cambios de entrenadores
| Equipo                 | Entrenador (jornadas)                                              |
| ---------------------- | ------------------------------------------------------------------ |
| Altamira FC            | Sergio Orduña (1-5) Claudio Vázquez* (6) Fernando Palomeque (7-13) |
| Irapuato               | Roberto Sandoval (1-5) Jorge Manrique* (6-13)                      |
| Correcaminos de la UAT | Álex Aguinaga (1-6) Ricardo Cadena* (7-13)                         |
| Zacatepec Siglo XXI    | Ignacio Rodríguez (1-7) Joel Sánchez Ramos (8-13)                  |
| Atlante FC             | Gabriel Pereyra (1-9) Wilson Graniolatti (10-13)                   |

.* Interino

## Torneo Regular
- Los horarios son correspondientes al Tiempo del Centro de México (UTC-6 y UTC-5 en horario de verano).[1]
- El Calendario completo se encuentra en la página oficial: http://www.ligamx.net/

| Zacatecas         | 3 - 4 | Archivo:Correcaminos UAT.png Correcaminos | Francisco Villa              | 9 de enero  | 19:30 |  |
| Atlante           | 2 - 0 | Dorados                                   | Olímpico Andrés Quintana Roo | 9 de enero  | 20:00 |  |
| Irapuato          | 3 - 1 | Oaxaca                                    | Sergio León Chávez           | 9 de enero  | 20:00 |  |
| Mérida            | 2 - 0 | Altamira                                  | Carlos Iturralde Rivero      | 9 de enero  | 20:30 |  |
| Zacatepec         | 1 - 1 | Tepic                                     | Agustín Coruco Díaz          | 10 de enero | 18:00 |  |
| Atlético San Luis | 1 - 0 | Lobos BUAP                                | Alfonso Lastras              | 10 de enero | 19:00 |  |
| Celaya            | 1 - 3 | Necaxa                                    | Miguel Alemán Valdés         | 10 de enero | 20:00 |  |

| Lobos BUAP                                | 3 - 0 | Celaya            | Olímpico de la BUAP | 16 de enero | 17:00            |  |
| Archivo:Correcaminos UAT.png Correcaminos | 0 - 0 | Zacatepec         | Marte R. Gómez      | 16 de enero | 20:30            |  |
| Necaxa                                    | 1 - 1 | Zacatecas         | Victoria            | 17 de enero | 17:00            |  |
| Oaxaca                                    | 2 - 0 | Mérida            | Benito Juárez       | 17 de enero | 17:00            |  |
| Dorados                                   | 3 - 1 | Atlético San Luis | Banorte             | 17 de enero | 19:00 (18:00 HL) |  |
| Tepic                                     | 2 - 1 | Irapuato          | Arena Cora          | 17 de enero | 20:00 (19:00 HL) |  |
| Altamira                                  | 0 - 1 | Atlante           | Altamira            | 18 de enero | 17:00            |  |

| Zacatecas                                 | 1 - 1 | Lobos BUAP | Francisco Villa              | 23 de enero | 19:30 |  |
| Atlante                                   | 2 - 0 | Oaxaca     | Olímpico Andrés Quintana Roo | 23 de enero | 20:00 |  |
| Archivo:Correcaminos UAT.png Correcaminos | 1 - 0 | Tepic      | Marte R. Gómez               | 23 de enero | 20:30 |  |
| Mérida                                    | 4 - 4 | Irapuato   | Carlos Iturralde Rivero      | 23 de enero | 20:30 |  |
| Zacatepec                                 | 1 - 2 | Necaxa     | Coruco Díaz                  | 24 de enero | 18:00 |  |
| Atlético San Luis                         | 3 - 1 | Altamira   | Alfonso Lastras              | 24 de enero | 19:00 |  |
| Celaya                                    | 1 - 4 | Dorados    | Miguel Alemán Valdés         | 24 de enero | 20:00 |  |

| Lobos BUAP | 0 - 0 | Zacatepec                                 | Olímpico de la BUAP | 30 de enero  | 17:00            |  |
| Irapuato   | 0 - 2 | Atlante                                   | Sergio León Chávez  | 30 de enero  | 20:00            |  |
| Oaxaca     | 1 - 0 | Atlético San Luis                         | Benito Juárez       | 31 de enero  | 17:00            |  |
| Necaxa     | 2 - 1 | Archivo:Correcaminos UAT.png Correcaminos | Victoria            | 31 de enero  | 17:00            |  |
| Dorados    | 3 - 0 | Zacatecas                                 | Banorte             | 31 de enero  | 19:00 (18:00 HL) |  |
| Tepic      | 3 - 2 | Mérida                                    | Arena Cora          | 31 de enero  | 20:00 (19:00 HL) |  |
| Altamira   | 2 - 1 | Celaya                                    | Altamira            | 1 de febrero | 17:00            |  |

| Zacatecas                                 | 2 - 0 | Altamira   | Francisco Villa              | 6 de febrero | 19:30            |  |
| Atlante                                   | 0 - 1 | Mérida     | Olímpico Andrés Quintana Roo | 6 de febrero | 19:00 (20:00 HL) |  |
| Archivo:Correcaminos UAT.png Correcaminos | 0 - 1 | Lobos BUAP | Marte R. Gómez               | 6 de febrero | 20:30            |  |
| Necaxa                                    | 0 - 0 | Tepic      | Victoria                     | 7 de febrero | 17:00            |  |
| Zacatepec                                 | 2 - 0 | Dorados    | Coruco Díaz                  | 7 de febrero | 18:00            |  |
| Atlético San Luis                         | 1 - 0 | Irapuato   | Alfonso Lastras              | 7 de febrero | 19:00            |  |
| Celaya                                    | 1 - 1 | Oaxaca     | Miguel Alemán Valdés         | 7 de febrero | 20:00            |  |

| Lobos BUAP | 4 - 2 | Necaxa                                    | Olímpico de la BUAP     | 13 de febrero | 17:00            |  |
| Irapuato   | 1 - 0 | Celaya                                    | Sergio León Chávez      | 13 de febrero | 20:00            |  |
| Mérida     | 2 - 1 | Atlético San Luis                         | Carlos Iturralde Rivero | 13 de febrero | 20:30            |  |
| Oaxaca     | 1 - 3 | Zacatecas                                 | Benito Juárez           | 14 de febrero | 17:00            |  |
| Dorados    | 3 - 1 | Archivo:Correcaminos UAT.png Correcaminos | Banorte                 | 14 de febrero | 19:00 (18:00 HL) |  |
| Tepic      | 2 - 1 | Atlante                                   | Arena Cora              | 14 de febrero | 20:00 (19:00 HL) |  |
| Altamira   | 1 - 0 | Zacatepec                                 | Altamira                | 15 de febrero | 17:00            |  |

| Lobos BUAP                                | 2 - 2 | Tepic    | Olímpico de la BUAP  | 20 de febrero | 17:00 |  |
| Zacatecas                                 | 0 - 0 | Irapuato | Francisco Villa      | 20 de febrero | 19:30 |  |
| Archivo:Correcaminos UAT.png Correcaminos | 2 - 0 | Altamira | Marte R. Gómez       | 20 de febrero | 20:30 |  |
| Necaxa                                    | 2 - 1 | Dorados  | Victoria             | 21 de febrero | 17:00 |  |
| Zacatepec                                 | 0 - 1 | Oaxaca   | Coruco Díaz          | 21 de febrero | 18:00 |  |
| Atlético San Luis                         | 3 - 0 | Atlante  | Alfonso Lastras      | 21 de febrero | 19:00 |  |
| Celaya                                    | 1 - 1 | Mérida   | Miguel Alemán Valdés | 21 de febrero | 20:00 |  |

| Atlante  | 3 - 3 | Celaya                                    | Olímpico Andrés Quintana Roo | 27 de febrero | 19:00 (20:00 HL) |  |
| Irapuato | 1 - 0 | Zacatepec                                 | Sergio León Chávez           | 27 de febrero | 20:00            |  |
| Mérida   | 3 - 0 | Zacatecas                                 | Carlos Iturralde Rivero      | 27 de febrero | 20:30            |  |
| Oaxaca   | 2 - 1 | Archivo:Correcaminos UAT.png Correcaminos | Benito Juárez                | 28 de febrero | 17:00            |  |
| Dorados  | 1 - 1 | Lobos BUAP                                | Banorte                      | 28 de febrero | 19:00 (18:00 HL) |  |
| Tepic    | 1 - 2 | Atlético San Luis                         | Arena Cora                   | 28 de febrero | 20:00 (19:00 HL) |  |
| Altamira | 2 - 0 | Necaxa                                    | Altamira                     | 1 de marzo    | 17:00            |  |

| Lobos BUAP                                | 1 - 1 | Altamira          | Olímpico de la BUAP  | 6 de marzo | 17:00            |  |
| Zacatecas                                 | 2 - 0 | Atlante           | Francisco Villa      | 6 de marzo | 19:30            |  |
| Archivo:Correcaminos UAT.png Correcaminos | 3 - 0 | Irapuato          | Marte R. Gómez       | 6 de marzo | 20:30            |  |
| Necaxa                                    | 2 - 1 | Oaxaca            | Victoria             | 7 de marzo | 17:00            |  |
| Zacatepec                                 | 0 - 1 | Mérida            | Coruco Díaz          | 7 de marzo | 18:00            |  |
| Dorados                                   | 3 - 1 | Tepic             | Banorte              | 7 de marzo | 19:00 (18:00 HL) |  |
| Celaya                                    | 1 - 0 | Atlético San Luis | Miguel Alemán Valdés | 7 de marzo | 20:00            |  |

| Atlante           | 0 - 3 | Zacatepec                                 | Olímpico Andrés Quintana Roo | 13 de marzo | 19:00 (20:00 HL) |  |
| Irapuato          | 1 - 0 | Necaxa                                    | Sergio León Chávez           | 13 de marzo | 19:00 (20:00 HL) |  |
| Mérida            | 2 - 1 | Archivo:Correcaminos UAT.png Correcaminos | Carlos Iturralde Rivero      | 13 de marzo | 20:30            |  |
| Oaxaca            | 1 - 1 | Lobos BUAP                                | Benito Juárez                | 14 de marzo | 17:00            |  |
| Atlético San Luis | 4 - 0 | Zacatecas                                 | Alfonso Lastras              | 14 de marzo | 19:00            |  |
| Tepic             | 3 - 1 | Celaya                                    | Arena Cora                   | 14 de marzo | 20:00 (19:00 HL) |  |
| Altamira          | 2 - 1 | Dorados                                   | Altamira                     | 15 de marzo | 17:00            |  |

| Lobos BUAP                                | 2 - 0 | Irapuato          | Olímpico de la BUAP | 20 de marzo | 17:00            |  |
| Zacatecas                                 | 2 - 0 | Celaya            | Francisco Villa     | 20 de marzo | 19:30            |  |
| Archivo:Correcaminos UAT.png Correcaminos | 2 - 1 | Atlante           | Marte R. Gómez      | 20 de marzo | 20:30            |  |
| Necaxa                                    | 0 - 0 | Mérida            | Victoria            | 21 de marzo | 17:00            |  |
| Zacatepec                                 | 0 - 3 | Atlético San Luis | Coruco Díaz         | 21 de marzo | 18:00            |  |
| Dorados                                   | 2 - 1 | Oaxaca            | Banorte             | 21 de marzo | 19:00 (18:00 HL) |  |
| Altamira                                  | 0 - 1 | Tepic             | Altamira            | 22 de marzo | 17:00            |  |

| Atlante           | 0 - 1 | Necaxa                                    | Olímpico Andrés Quintana Roo | 3 de abril | 19:00 (20:00 HL) |  |
| Zacatecas         | 2 - 0 | Tepic                                     | Francisco Villa              | 3 de abril | 19:30            |  |
| Irapuato          | 0 - 0 | Dorados                                   | Sergio León Chávez           | 3 de abril | 20:00            |  |
| Mérida            | 2 - 2 | Lobos BUAP                                | Carlos Iturralde Rivero      | 3 de abril | 20:30            |  |
| Oaxaca            | 3 - 1 | Altamira                                  | Benito Juárez                | 4 de abril | 17:00            |  |
| Atlético San Luis | 0 - 1 | Archivo:Correcaminos UAT.png Correcaminos | Alfonso Lastras              | 4 de abril | 19:00            |  |
| Celaya            | 3 - 1 | Zacatepec                                 | Miguel Alemán Valdés         | 4 de abril | 20:00            |  |

| Lobos BUAP                                | 2 - 0 | Atlante           | Olímpico de la BUAP | 10 de abril | 17:00            |  |
| Archivo:Correcaminos UAT.png Correcaminos | 1 - 1 | Celaya            | Marte R. Gómez      | 10 de abril | 20:30            |  |
| Tepic                                     | 0 - 3 | Oaxaca            | Arena Cora          | 10 de abril | 21:30 (20:30 HL) |  |
| Necaxa                                    | 0 - 1 | Atlético San Luis | Victoria            | 11 de abril | 16:00            |  |
| Altamira                                  | 1 - 1 | Irapuato          | Altamira            | 11 de abril | 18:00            |  |
| Zacatepec                                 | 2 - 0 | Zacatecas         | Coruco Díaz         | 11 de abril | 18:00            |  |
| Dorados                                   | 2 - 1 | Mérida            | Banorte             | 11 de abril | 20:00 (19:00 HL) |  |

## Tabla general
| Pos. | Equipo               | Pts. | PJ | G | E | P | GF | GC | Dif. | Clasificación                   |
| ---- | -------------------- | ---- | -- | - | - | - | -- | -- | ---- | ------------------------------- |
| 1    | Atlético de San Luis | 24   | 13 | 8 | 0 | 5 | 20 | 10 | +10  | Semifinales de la liguilla      |
| 2    | Dorados (C)          | 23   | 13 | 7 | 2 | 4 | 23 | 15 | +8   | Cuartos de final de la liguilla |
| 3    | Lobos BUAP           | 22   | 13 | 5 | 7 | 1 | 20 | 11 | +9   | Cuartos de final de la liguilla |
| 4    | Mérida               | 22   | 13 | 6 | 4 | 3 | 21 | 16 | +5   | Cuartos de final de la liguilla |
| 5    | Necaxa               | 21   | 13 | 6 | 3 | 4 | 15 | 14 | +1   | Cuartos de final de la liguilla |
| 6    | Correcaminos UAT     | 20   | 13 | 6 | 2 | 5 | 18 | 15 | +3   | Cuartos de final de la liguilla |
| 7    | Oaxaca               | 20   | 13 | 6 | 2 | 5 | 18 | 16 | +2   | Cuartos de final de la liguilla |
| 8    | Mineros de Zacatecas | 18   | 13 | 5 | 3 | 5 | 16 | 19 | −3   |                                 |
| 9    | Coras                | 18   | 13 | 5 | 3 | 5 | 16 | 19 | −3   |                                 |
| 10   | Irapuato             | 16   | 13 | 4 | 4 | 5 | 12 | 16 | −4   |                                 |
| 11   | Altamira             | 14   | 13 | 4 | 2 | 7 | 11 | 18 | −7   |                                 |
| 12   | Atlante              | 13   | 13 | 4 | 1 | 8 | 12 | 19 | −7   |                                 |
| 13   | Zacatepec            | 12   | 13 | 3 | 3 | 7 | 10 | 13 | −3   |                                 |
| 14   | Celaya               | 10   | 13 | 2 | 4 | 7 | 14 | 25 | −11  |                                 |

 Fuente: [cita requerida]
Notas:
1. ↑  Celaya debía descender a la Liga Premier, pero el descenso para la temporada 2014-15, fue anulado.

## Evolución de la Clasificación
| Equipo / Jornada                          | 01 | 02 | 03 | 04 | 05 | 06 | 07 | 08 | 09 | 10 | 11 | 12 | 13 |
| ----------------------------------------- | -- | -- | -- | -- | -- | -- | -- | -- | -- | -- | -- | -- | -- |
| Atlético San Luis                         | 6  | 10 | 5  | 6  | 4  | 7  | 4  | 1  | 4  | 2  | 1  | 2  | 1  |
| Dorados                                   | 14 | 8  | 4  | 3  | 3  | 1  | 2  | 4  | 3  | 4  | 3  | 4  | 2  |
| Lobos BUAP                                | 10 | 5  | 6  | 8  | 5  | 3  | 3  | 5  | 5  | 5  | 4  | 5  | 3  |
| Mérida                                    | 4  | 9  | 8  | 10 | 7  | 6  | 7  | 2  | 1  | 1  | 2  | 1  | 4  |
| Necaxa                                    | 2  | 2  | 2  | 2  | 2  | 4  | 1  | 3  | 2  | 3  | 6  | 3  | 5  |
| Archivo:Correcaminos UAT.png Correcaminos | 5  | 3  | 3  | 4  | 8  | 10 | 8  | 10 | 6  | 9  | 7  | 6  | 6  |
| Oaxaca                                    | 11 | 7  | 10 | 7  | 9  | 11 | 9  | 7  | 8  | 8  | 9  | 9  | 7  |
| Zacatecas                                 | 9  | 12 | 11 | 11 | 12 | 8  | 10 | 11 | 9  | 12 | 8  | 8  | 8  |
| Tepic                                     | 7  | 4  | 9  | 5  | 6  | 5  | 5  | 8  | 10 | 6  | 5  | 7  | 9  |
| Irapuato                                  | 1  | 6  | 7  | 9  | 11 | 9  | 11 | 9  | 11 | 7  | 10 | 10 | 10 |
| Altamira                                  | 13 | 13 | 13 | 13 | 13 | 13 | 13 | 12 | 12 | 11 | 12 | 12 | 11 |
| Atlante                                   | 3  | 1  | 1  | 1  | 1  | 2  | 6  | 6  | 7  | 10 | 11 | 11 | 12 |
| Zacatepec                                 | 8  | 11 | 12 | 12 | 10 | 12 | 12 | 13 | 13 | 13 | 13 | 13 | 13 |
| Celaya                                    | 12 | 14 | 14 | 14 | 14 | 14 | 14 | 14 | 14 | 14 | 14 | 14 | 14 |

## Tabla de Cocientes
En este año futbolístico no hubo descenso para expandir la cantidad de equipos en la división para el siguiente año futbolístico.
| Pos. | Equipo               | A-2012       | C-2013       | A-2013       | C-2014       | A-2014 | C-2015 | Puntos | PJ | Dif. | Cociente |
| ---- | -------------------- | ------------ | ------------ | ------------ | ------------ | ------ | ------ | ------ | -- | ---- | -------- |
| 1.   | Coras                | Liga Premier | Liga Premier | Liga Premier | Liga Premier | 27     | 18     | 45     | 26 | +5   | 1.7308   |
| 2.   | Necaxa               | 31           | 21           | 25           | 22           | 21     | 21     | 141    | 82 | +35  | 1.7195   |
| 3.   | Correcaminos UAT     | 18           | 26           | 22           | 29           | 24     | 20     | 139    | 82 | +31  | 1.6951   |
| 4.   | Lobos BUAP           | 23           | 25           | 17           | 19           | 20     | 22     | 126    | 82 | +14  | 1.5366   |
| 5.   | Zacatecas            | 23           | 19           | 16           | 24           | 25     | 18     | 125    | 82 | +17  | 1.5244   |
| 6.   | Oaxaca               | Liga Premier | Liga Premier | 25           | 21           | 15     | 20     | 81     | 54 | +14  | 1.5000   |
| 7.   | Atlético de San Luis | 14           | 25           | 22           | 15           | 17     | 24     | 117    | 82 | +15  | 1.4268   |
| 8.   | Dorados              | 22           | 19           | 18           | 19           | 14     | 23     | 115    | 82 | +5   | 1.4024   |
| 9.   | Mérida               | 23           | 13           | 23           | 18           | 9      | 22     | 108    | 82 | +4   | 1.3171   |
| 10.  | Atlante              | Liga MX      | Liga MX      | Liga MX      | Liga MX      | 21     | 13     | 34     | 26 | −4   | 1.3077   |
| 11.  | Altamira             | 14           | 18           | 18           | 12           | 21     | 14     | 97     | 82 | −18  | 1.1829   |
| 12.  | Zacatepec            | 17           | 12           | 17           | 18           | 18     | 12     | 94     | 82 | −20  | 1.1463   |
| 13.  | Irapuato             | Liga Premier | Liga Premier | 13           | 15           | 12     | 16     | 56     | 54 | −32  | 1.0370   |
| 14.  | Celaya               | 16           | 20           | 14           | 14           | 6      | 10     | 80     | 82 | −37  | 0.9756   |

## Estadísticas

### Máximos goleadores
Lista con los máximos goleadores del Ascenso MX, * Datos según la página oficial de la competición.
| Pos. | Jugador                 | Equipo                                    | Goles | Goles Penal | Frecuencia |
| ---- | ----------------------- | ----------------------------------------- | ----- | ----------- | ---------- |
| 1.º  | Leandro Carrijo         | Atlético San Luis                         | 10    | 2           | 90.89      |
| 2.º  | Roberto Nurse           | Dorados                                   | 10    | 0           | 108.89     |
| 3.º  | Juan Ezequiel Cuevas    | Zacatecas                                 | 7     | 0           | 141.43     |
| 4.º  | Patricio Barroche       | Celaya                                    | 5     | 0           | 177        |
| 5.º  | Juan Manuel Cavallo     | Irapuato                                  | 5     | 0           | 180.40     |
| 6.º  | Juan Pablo Vigon        | Atlético San Luis                         | 5     | 1           | 184        |
| 7.º  | Cristian Martínez Borja | Lobos BUAP                                | 5     | 1           | 123        |
| 8.º  | Gabriel Hachen          | Atlante                                   | 4     | 0           | 143.25     |
| 9.º  | Rodrigo Prieto          | Dorados                                   | 4     | 0           | 196.5      |
| 10.º | Eddie Hernández         | Archivo:Correcaminos UAT.png Correcaminos | 4     | 0           | 197.5      |

### Hat-Tricks, Pókers o más
| Jugador        | Equipo             | Adversario             | Resultado | Cantidad        | Fecha                 |
| -------------- | ------------------ | ---------------------- | --------- | --------------- | --------------------- |
| Roberto Nurse  | Dorados de Sinaloa | Club Celaya            | 4-1       | 50' · 67' · 75' | 24 de enero de 2015   |
| Roberto Nurse  | Dorados de Sinaloa | Correcaminos de la UAT | 3-1       | 13' · 27' · 33' | 14 de febrero de 2015 |
| Rafael Murguía | Club Celaya        | Zacatepec Siglo XXI    | 3-1       | 13' · 27' · 33' | 4 de abril de 2015    |

### Clasificación Juego Limpio
| Lugar                                | Club                                      | Tarjeta amarilla | Segunda tarjeta amarilla y expulsión · Segunda tarjeta amarilla y expulsión | Tarjeta roja directa | Puntos   |
| ------------------------------------ | ----------------------------------------- | ---------------- | --------------------------------------------------------------------------- | -------------------- | -------- |
| 1                                    | Necaxa                                    | 6                | 0                                                                           | 0                    | 6        |
| 2                                    | Celaya                                    | 7                | 1                                                                           | 0                    | 10       |
| 3                                    | Tepic                                     | 10               | 0                                                                           | 0                    | 10       |
| 4                                    | Archivo:Correcaminos UAT.png Correcaminos | 11               | 0                                                                           | 0                    | 11       |
| 5                                    | Altamira                                  | 8                | 0                                                                           | 1                    | 11       |
| 6                                    | Lobos BUAP                                | 8                | 1                                                                           | 0                    | 11       |
| 7                                    | Mérida                                    | 8                | 1                                                                           | 0                    | 11       |
| 8                                    | Atlante                                   | 12               | 0                                                                           | 0                    | 12       |
| 9                                    | Oaxaca                                    | 11               | 0                                                                           | 1                    | 14       |
| 11                                   | Irapuato                                  | 12               | 0                                                                           | 1                    | 15       |
| 12                                   | Zacatecas                                 | 12               | 1                                                                           | 0                    | 15       |
| 12                                   | Atlético San Luis                         | 13               | 0                                                                           | 1                    | 16       |
| 13                                   | Zacatepec                                 | 13               | 0                                                                           | 1                    | 16       |
| 14                                   | Dorados                                   | 15               | 0                                                                           | 1                    | 18       |
| Primera Tarjeta Amarilla             | Primera Tarjeta Amarilla                  | 1 punto          | 1 punto                                                                     | 1 punto              | 1 punto  |
| Segunda Tarjeta Amarilla y Expulsión | Segunda Tarjeta Amarilla y Expulsión      | 3 puntos         | 3 puntos                                                                    | 3 puntos             | 3 puntos |
| Tarjeta Roja Directa                 | Tarjeta Roja Directa                      | 3 puntos         | 3 puntos                                                                    | 3 puntos             | 3 puntos |

## Liguilla
|  | Cuartos de final                                                 | Cuartos de final                                                 | Cuartos de final                                                 | Cuartos de final                                                 | Cuartos de final                                                 |   |   | Semifinales                                                      | Semifinales                                                      | Semifinales                                                      | Semifinales                                                      | Semifinales                                                      |  |   | Final                                              | Final                                              | Final                                              | Final                                              | Final                                              |  |
|  | 15 y 16 de abril de 2015 (ida) 18 y 19 de abril de 2015 (vuelta) | 15 y 16 de abril de 2015 (ida) 18 y 19 de abril de 2015 (vuelta) | 15 y 16 de abril de 2015 (ida) 18 y 19 de abril de 2015 (vuelta) | 15 y 16 de abril de 2015 (ida) 18 y 19 de abril de 2015 (vuelta) | 15 y 16 de abril de 2015 (ida) 18 y 19 de abril de 2015 (vuelta) |   |   | 22 y 23 de abril de 2015 (ida) 25 y 26 de abril de 2015 (vuelta) | 22 y 23 de abril de 2015 (ida) 25 y 26 de abril de 2015 (vuelta) | 22 y 23 de abril de 2015 (ida) 25 y 26 de abril de 2015 (vuelta) | 22 y 23 de abril de 2015 (ida) 25 y 26 de abril de 2015 (vuelta) | 22 y 23 de abril de 2015 (ida) 25 y 26 de abril de 2015 (vuelta) |  |   | 2 de mayo de 2015 (ida) 9 de mayo de 2015 (vuelta) | 2 de mayo de 2015 (ida) 9 de mayo de 2015 (vuelta) | 2 de mayo de 2015 (ida) 9 de mayo de 2015 (vuelta) | 2 de mayo de 2015 (ida) 9 de mayo de 2015 (vuelta) | 2 de mayo de 2015 (ida) 9 de mayo de 2015 (vuelta) |  |
|  |                                                                  |                                                                  |                                                                  |                                                                  |                                                                  |   |   |                                                                  |                                                                  |                                                                  |                                                                  |                                                                  |  |   |                                                    |                                                    |                                                    |                                                    |                                                    |  |
|  |                                                                  |                                                                  |                                                                  |                                                                  |                                                                  |   |   |                                                                  |                                                                  |                                                                  |                                                                  |                                                                  |  |   |                                                    |                                                    |                                                    |                                                    |                                                    |  |
|  |                                                                  |                                                                  |                                                                  |                                                                  |                                                                  |   |   |                                                                  |                                                                  |                                                                  |                                                                  |                                                                  |  |   |                                                    |                                                    |                                                    |                                                    |                                                    |  |
|  |                                                                  |                                                                  |                                                                  |                                                                  |                                                                  |   |   |                                                                  |                                                                  |                                                                  |                                                                  |                                                                  |  |   |                                                    |                                                    |                                                    |                                                    |                                                    |  |
|  |                                                                  |                                                                  |                                                                  |                                                                  |                                                                  |   |   |                                                                  |                                                                  |                                                                  |                                                                  |                                                                  |  |   |                                                    |                                                    |                                                    |                                                    |                                                    |  |
|  |                                                                  | 1                                                                | Atlético de San Luis (*)                                         | 0                                                                | 2                                                                | 2 |   |                                                                  |                                                                  |                                                                  |                                                                  |                                                                  |  |   |                                                    |                                                    |                                                    |                                                    |                                                    |  |
|  |                                                                  |                                                                  |                                                                  |                                                                  |                                                                  | 2 |   |                                                                  |                                                                  |                                                                  |                                                                  |                                                                  |  |   |                                                    |                                                    |                                                    |                                                    |                                                    |  |
|  |                                                                  |                                                                  | 6                                                                | Correcaminos UAT                                                 | 2                                                                | 0 | 2 |                                                                  |                                                                  |                                                                  |                                                                  |                                                                  |  |   |                                                    |                                                    |                                                    |                                                    |                                                    |  |
|  | 3                                                                | Lobos BUAP                                                       | 6                                                                | Correcaminos UAT                                                 | 2                                                                | 0 | 2 | 2                                                                | 0                                                                | 2                                                                |                                                                  |                                                                  |  |   |                                                    |                                                    |                                                    |                                                    |                                                    |  |
|  | 3                                                                | Lobos BUAP                                                       |                                                                  |                                                                  |                                                                  |   |   |                                                                  |                                                                  | 2                                                                |                                                                  |                                                                  |  |   |                                                    |                                                    |                                                    |                                                    |                                                    |  |
|  | 6                                                                | Correcaminos UAT                                                 | 1                                                                | 2                                                                | 3                                                                |   |   |                                                                  |                                                                  |                                                                  |                                                                  |                                                                  |  |   |                                                    |                                                    |                                                    |                                                    |                                                    |  |
|  | 6                                                                | Correcaminos UAT                                                 | 1                                                                | 2                                                                | 3                                                                |   |   |                                                                  |                                                                  |                                                                  |                                                                  |                                                                  |  | 1 | Atlético de San Luis                               | 0                                                  | 1                                                  | 1                                                  |                                                    |  |
|  |                                                                  |                                                                  |                                                                  |                                                                  |                                                                  |   |   |                                                                  |                                                                  |                                                                  |                                                                  |                                                                  |  | 1 | Atlético de San Luis                               | 0                                                  | 1                                                  | 1                                                  |                                                    |  |
|  |                                                                  |                                                                  | 2                                                                | Dorados                                                          | 3                                                                | 0 | 3 |                                                                  |                                                                  |                                                                  |                                                                  |                                                                  |  |   |                                                    |                                                    |                                                    |                                                    |                                                    |  |
|  | 2                                                                | Dorados                                                          | 2                                                                | Dorados                                                          | 3                                                                | 0 | 3 | 0                                                                | 3                                                                | 3                                                                |                                                                  |                                                                  |  |   |                                                    |                                                    |                                                    |                                                    |                                                    |  |
|  | 2                                                                | Dorados                                                          |                                                                  |                                                                  |                                                                  |   |   |                                                                  |                                                                  | 3                                                                |                                                                  |                                                                  |  |   |                                                    |                                                    |                                                    |                                                    |                                                    |  |
|  | 7                                                                | Oaxaca                                                           | 0                                                                | 1                                                                | 1                                                                |   |   |                                                                  |                                                                  |                                                                  |                                                                  |                                                                  |  |   |                                                    |                                                    |                                                    |                                                    |                                                    |  |
|  | 7                                                                | Oaxaca                                                           | 0                                                                | 1                                                                | 1                                                                |   | 2 | Dorados                                                          | 2                                                                | 2                                                                | 4                                                                |                                                                  |  |   |                                                    |                                                    |                                                    |                                                    |                                                    |  |
|  |                                                                  |                                                                  |                                                                  |                                                                  |                                                                  |   | 2 | Dorados                                                          | 2                                                                | 2                                                                | 4                                                                |                                                                  |  |   |                                                    |                                                    |                                                    |                                                    |                                                    |  |
|  |                                                                  |                                                                  | 5                                                                | Necaxa                                                           | 1                                                                | 1 | 2 |                                                                  |                                                                  |                                                                  |                                                                  |                                                                  |  |   |                                                    |                                                    |                                                    |                                                    |                                                    |  |
|  | 4                                                                | Mérida                                                           | 5                                                                | Necaxa                                                           | 1                                                                | 1 | 2 | 1                                                                | 1                                                                | 2                                                                |                                                                  |                                                                  |  |   |                                                    |                                                    |                                                    |                                                    |                                                    |  |
|  | 4                                                                | Mérida                                                           |                                                                  |                                                                  |                                                                  |   |   |                                                                  |                                                                  | 2                                                                |                                                                  |                                                                  |  |   |                                                    |                                                    |                                                    |                                                    |                                                    |  |
|  | 5                                                                | Necaxa                                                           | 1                                                                | 3                                                                | 4                                                                |   |   |                                                                  |                                                                  |                                                                  |                                                                  |                                                                  |  |   |                                                    |                                                    |                                                    |                                                    |                                                    |  |
|  | 5                                                                | Necaxa                                                           | 1                                                                | 3                                                                | 4                                                                |   |   |                                                                  |                                                                  |                                                                  |                                                                  |                                                                  |  |   |                                                    |                                                    |                                                    |                                                    |                                                    |  |
|  |                                                                  |                                                                  |                                                                  |                                                                  |                                                                  |   |   |                                                                  |                                                                  |                                                                  |                                                                  |                                                                  |  |   |                                                    |                                                    |                                                    |                                                    |                                                    |  |

- (*) Avanza por su posición en la tabla.
- Dorados, campeón de este torneo, se enfrentó al Necaxa, campeón del Apertura 2014, en la Final de Ascenso 2014-15.

## Cuartos de final

### Mérida-Necaxa
| 15 de abril de 2015 19:30 | Necaxa | 1:1 | Mérida | Estadio Victoria, Aguascalientes, Aguascalientes |  |

| 18 de abril de 2015, 19:00                             | Mérida | 1:3 | Necaxa | Estadio Carlos Iturralde Rivero, Mérida, Yucatán |  |
| Necaxa avanza a semifinales por marcador global de 2:4 |        |     |        |                                                  |  |

### Dorados-Oaxaca
| 16 de abril de 2015, 19:00 | Oaxaca | 0:0 | Dorados | Estadio Benito Juárez, Oaxaca, Oaxaca |  |

| 19 de abril de 2015, 20:00 (19:00 HL)                   | Dorados | 3:1 | Oaxaca | Estadio Banorte, Culiacán, Sinaloa |  |
| Dorados avanza a semifinales por marcador global de 3:1 |         |     |        |                                    |  |

### Lobos BUAP-Correcaminos
| 16 de abril de 2015, 21:00 | Archivo:Correcaminos UAT.png Correcaminos | 1 : 2 | Lobos BUAP | Estadio Marte R. Gómez, Ciudad Victoria, Tamaulipas |  |

| 19 de abril de 2015, 17:00                                   | Lobos BUAP | 0 : 2 | Archivo:Correcaminos UAT.png Correcaminos | Estadio Olímpico de la BUAP, Puebla, Puebla |  |
| Correcaminos avanza a semifinales por marcador global de 2:3 |            |       |                                           |                                             |  |

## Semifinales

### Atlético San Luis-Correcaminos
| 22 de abril de 2015 , 21:00 | Archivo:Correcaminos UAT.png Correcaminos | 2:0 | Atlético San Luis | Estadio Marte R. Gómez, Ciudad Victoria , Tamaulipas |  |

| 25 de abril de 2015 , 19:00                                              | Atlético San Luis | 2:0 | Archivo:Correcaminos UAT.png Correcaminos | Estadio Alfonso Lastras Ramírez, San Luis Potosí |  |
| Atlético San Luis avanza a la final por mejor posición en la tabla (2:2) |                   |     |                                           |                                                  |  |

### Dorados-Necaxa
| 23 de abril de 2015 , 19:30 | Necaxa | 1:2 | Dorados | Estadio Victoria, Aguascalientes , Aguascalientes |  |

| 26 de abril de 2015 , 20:00-19:00(HL)                  | Dorados | 2:1 | Necaxa | Estadio Banorte, Culiacán , Sinaloa |  |
| ' Dorados avanza a la final con marcador global de 4:2 |         |     |        |                                     |  |

## Final

### Atlético San Luis-Dorados
| 2 de mayo de 2015,20:00 (19:00 HL) | Dorados | 3:0     | Atlético San Luis | Estadio Banorte, Culiacán, Sinaloa |                                 |
|                                    |         | Reporte |                   | Asistencia: 18,106 espectadores    | Asistencia: 18,106 espectadores |

| 9 de mayo de 2015,19:00          | Atlético San Luis | 1:2 | Dorados | Estadio Alfonso Lastras Ramírez, San Luis Potosí |  |
| Campeón del Torneo Clausura 2015 |                   |     |         |                                                  |  |

#### Final - Ida
| 52    | POR   | Alfredo Frausto    |     |
| 68    | DEF   | Uriel Álvarez      |     |
| 44    | DEF   | Alejandro Molina   |     |
| 43    | DEF   | Jonathan Lacerda   |     |
| 57    | DEF   | Heriberto Pinto    |     |
| 72    | MED   | Segundo Castillo   |     |
| 64    | MED   | Diego Mejía        |     |
| 55    | MED   | Raúl Enríquez      | 84' |
| 70    | MED   | Jesús Javier Gómez | 73' |
| 56    | DEL   | Vinicio Angulo     | 80' |
| 48    | DEL   | Rodrigo Prieto     |     |
| D. T. | D. T. | Carlos Bustos      |     |

| 25    | POR   | Edmundo Ríos      |     |
| 22    | DEF   | Juan Pablo Vigon  | 58' |
| 3     | DEF   | Paulão            |     |
| 5     | DEF   | Diego Cervantes   |     |
| 6     | DEF   | Orlando Pineda    |     |
| 15    | MED   | Juan David Castro |     |
| 23    | MED   | Diego Esqueda     |     |
| 30    | MED   | Edgar Mejía       |     |
| 17    | MED   | Ignacio Torres    |     |
| 27    | DEL   | Edgar González    | 71' |
| 9     | DEL   | Leandro Carrijo   | 73' |
| D. T. | D. T. | Raúl Arias        |     |

| 68 | Centrocampista | Christian López   | 73' |
| 56 | Delantero      | Guillermo Rojas   | 80' |
| 14 | Centrocampista | Alfonso Domínguez | 84' |

| 19 | Defensa   | Jonathan Miramontes | 58' |
| 34 | Delantero | José Reyes          | 71' |
| 33 | Delantero | Isaac Romo          | 73' |

| 45' · 54' · 74' | Raúl Enríquez Diego Mejía Rodrigo Prieto | 1:0 2:0 3:0 |

| 77' | Diego Mejía |

| 77' · 87' | Orlando Pineda Isaac Romo |

| 51' | Diego Esqueda |

| Principal  | Marco Antonio Ortiz     |
| Asistentes | José de Jesús Baños     |
|            | Lixy Esperanza Enríquez |
| Cuarto     | Jonathan Hernández      |

|                    |   |   |
| Tiros              | - | - |
| Tiros a puerta     | 0 | 0 |
| Faltas             | - | - |
| Saques de esquina  | 1 | 1 |
| Penaltis           | 1 | - |
| Fueras de juego    | 0 | 2 |
| Posesión del balón | % | % |

| Alineación inicial |

| 52    | POR   | Alfredo Frausto    |     |
| 68    | DEF   | Uriel Álvarez      |     |
| 44    | DEF   | Alejandro Molina   |     |
| 43    | DEF   | Jonathan Lacerda   |     |
| 57    | DEF   | Heriberto Pinto    |     |
| 72    | MED   | Segundo Castillo   |     |
| 64    | MED   | Diego Mejía        |     |
| 55    | MED   | Raúl Enríquez      | 84' |
| 70    | MED   | Jesús Javier Gómez | 73' |
| 56    | DEL   | Vinicio Angulo     | 80' |
| 48    | DEL   | Rodrigo Prieto     |     |
| D. T. | D. T. | Carlos Bustos      |     |

| 25    | POR   | Edmundo Ríos      |     |
| 22    | DEF   | Juan Pablo Vigon  | 58' |
| 3     | DEF   | Paulão            |     |
| 5     | DEF   | Diego Cervantes   |     |
| 6     | DEF   | Orlando Pineda    |     |
| 15    | MED   | Juan David Castro |     |
| 23    | MED   | Diego Esqueda     |     |
| 30    | MED   | Edgar Mejía       |     |
| 17    | MED   | Ignacio Torres    |     |
| 27    | DEL   | Edgar González    | 71' |
| 9     | DEL   | Leandro Carrijo   | 73' |
| D. T. | D. T. | Raúl Arias        |     |

| 68 | Centrocampista | Christian López   | 73' |
| 56 | Delantero      | Guillermo Rojas   | 80' |
| 14 | Centrocampista | Alfonso Domínguez | 84' |

| 19 | Defensa   | Jonathan Miramontes | 58' |
| 34 | Delantero | José Reyes          | 71' |
| 33 | Delantero | Isaac Romo          | 73' |

| 45' · 54' · 74' | Raúl Enríquez Diego Mejía Rodrigo Prieto | 1:0 2:0 3:0 |

| 77' | Diego Mejía |

| 77' · 87' | Orlando Pineda Isaac Romo |

| 51' | Diego Esqueda |

| Principal  | Marco Antonio Ortiz     |
| Asistentes | José de Jesús Baños     |
|            | Lixy Esperanza Enríquez |
| Cuarto     | Jonathan Hernández      |

|                    |   |   |
| Tiros              | - | - |
| Tiros a puerta     | 0 | 0 |
| Faltas             | - | - |
| Saques de esquina  | 1 | 1 |
| Penaltis           | 1 | - |
| Fueras de juego    | 0 | 2 |
| Posesión del balón | % | % |

| Alineación inicial |

| 52    | POR   | Alfredo Frausto    |     |
| 68    | DEF   | Uriel Álvarez      |     |
| 44    | DEF   | Alejandro Molina   |     |
| 43    | DEF   | Jonathan Lacerda   |     |
| 57    | DEF   | Heriberto Pinto    |     |
| 72    | MED   | Segundo Castillo   |     |
| 64    | MED   | Diego Mejía        |     |
| 55    | MED   | Raúl Enríquez      | 84' |
| 70    | MED   | Jesús Javier Gómez | 73' |
| 56    | DEL   | Vinicio Angulo     | 80' |
| 48    | DEL   | Rodrigo Prieto     |     |
| D. T. | D. T. | Carlos Bustos      |     |

| 25    | POR   | Edmundo Ríos      |     |
| 22    | DEF   | Juan Pablo Vigon  | 58' |
| 3     | DEF   | Paulão            |     |
| 5     | DEF   | Diego Cervantes   |     |
| 6     | DEF   | Orlando Pineda    |     |
| 15    | MED   | Juan David Castro |     |
| 23    | MED   | Diego Esqueda     |     |
| 30    | MED   | Edgar Mejía       |     |
| 17    | MED   | Ignacio Torres    |     |
| 27    | DEL   | Edgar González    | 71' |
| 9     | DEL   | Leandro Carrijo   | 73' |
| D. T. | D. T. | Raúl Arias        |     |

| 68 | Centrocampista | Christian López   | 73' |
| 56 | Delantero      | Guillermo Rojas   | 80' |
| 14 | Centrocampista | Alfonso Domínguez | 84' |

| 19 | Defensa   | Jonathan Miramontes | 58' |
| 34 | Delantero | José Reyes          | 71' |
| 33 | Delantero | Isaac Romo          | 73' |

| 45' · 54' · 74' | Raúl Enríquez Diego Mejía Rodrigo Prieto | 1:0 2:0 3:0 |

| 77' | Diego Mejía |

| 77' · 87' | Orlando Pineda Isaac Romo |

| 51' | Diego Esqueda |

| Principal  | Marco Antonio Ortiz     |
| Asistentes | José de Jesús Baños     |
|            | Lixy Esperanza Enríquez |
| Cuarto     | Jonathan Hernández      |

|                    |   |   |
| Tiros              | - | - |
| Tiros a puerta     | 0 | 0 |
| Faltas             | - | - |
| Saques de esquina  | 1 | 1 |
| Penaltis           | 1 | - |
| Fueras de juego    | 0 | 2 |
| Posesión del balón | % | % |

| Alineación inicial |

| 52    | POR   | Alfredo Frausto    |     |
| 68    | DEF   | Uriel Álvarez      |     |
| 44    | DEF   | Alejandro Molina   |     |
| 43    | DEF   | Jonathan Lacerda   |     |
| 57    | DEF   | Heriberto Pinto    |     |
| 72    | MED   | Segundo Castillo   |     |
| 64    | MED   | Diego Mejía        |     |
| 55    | MED   | Raúl Enríquez      | 84' |
| 70    | MED   | Jesús Javier Gómez | 73' |
| 56    | DEL   | Vinicio Angulo     | 80' |
| 48    | DEL   | Rodrigo Prieto     |     |
| D. T. | D. T. | Carlos Bustos      |     |

| 25    | POR   | Edmundo Ríos      |     |
| 22    | DEF   | Juan Pablo Vigon  | 58' |
| 3     | DEF   | Paulão            |     |
| 5     | DEF   | Diego Cervantes   |     |
| 6     | DEF   | Orlando Pineda    |     |
| 15    | MED   | Juan David Castro |     |
| 23    | MED   | Diego Esqueda     |     |
| 30    | MED   | Edgar Mejía       |     |
| 17    | MED   | Ignacio Torres    |     |
| 27    | DEL   | Edgar González    | 71' |
| 9     | DEL   | Leandro Carrijo   | 73' |
| D. T. | D. T. | Raúl Arias        |     |

| 68 | Centrocampista | Christian López   | 73' |
| 56 | Delantero      | Guillermo Rojas   | 80' |
| 14 | Centrocampista | Alfonso Domínguez | 84' |

| 19 | Defensa   | Jonathan Miramontes | 58' |
| 34 | Delantero | José Reyes          | 71' |
| 33 | Delantero | Isaac Romo          | 73' |

| 45' · 54' · 74' | Raúl Enríquez Diego Mejía Rodrigo Prieto | 1:0 2:0 3:0 |

| 77' | Diego Mejía |

| 77' · 87' | Orlando Pineda Isaac Romo |

| 51' | Diego Esqueda |

| Principal  | Marco Antonio Ortiz     |
| Asistentes | José de Jesús Baños     |
|            | Lixy Esperanza Enríquez |
| Cuarto     | Jonathan Hernández      |

|                    |   |   |
| Tiros              | - | - |
| Tiros a puerta     | 0 | 0 |
| Faltas             | - | - |
| Saques de esquina  | 1 | 1 |
| Penaltis           | 1 | - |
| Fueras de juego    | 0 | 2 |
| Posesión del balón | % | % |

| Alineación inicial |

#### Final - Vuelta
| 25    | POR   | Edmundo Ríos      |     |
| 22    | DEF   | Juan Pablo Vigon  |     |
| 3     | DEF   | Paulão            |     |
| 5     | DEF   | Diego Cervantes   |     |
| 6     | DEF   | Orlando Pineda    | 73' |
| 230   | MED   | Antonio Torres    |     |
| 15    | MED   | Juan David Castro |     |
| 17    | MED   | Ignacio Torres    |     |
| 10    | MED   | César de la Peña  | 45' |
| 33    | DEL   | Isaac Romo        | 54' |
| 9     | DEL   | Leandro Carrijo   |     |
| D. T. | D. T. | Raúl Arias        |     |

| 52    | POR   | Alfredo Frausto  |     |
| 57    | DEF   | Heriberto Pinto  |     |
| 43    | DEF   | Jonathan Lacerda |     |
| 53    | DEF   | Joshua Abrego    |     |
| 44    | DEF   | Alejandro Molina |     |
| 68    | MED   | Uriel Álvarez    |     |
| 72    | MED   | Segundo Castillo |     |
| 64    | MED   | Diego Mejía      |     |
| 56    | MED   | Vinicio Angulo   | 75' |
| 48    | DEL   | Rodrigo Prieto   | 88' |
| 55    | DEL   | Raúl Enríquez    | 67' |
| D. T. | D. T. | Carlos Bustos    |     |

| 30 | Centrocampista | Edgar Mejía    | 45' |
| 27 | Delantero      | Edgar González | 54' |
| 13 | Centrocampista | Pablo Metlich  | 73' |

| 61 | Centrocampista | Alfonso Domínguez  | 67' |
| 68 | Delantero      | Christian López    | 75' |
| 70 | Centrocampista | Jesús Javier Gómez | 88' |

| Principal  | Fernando Hernández Gómez         |
| Asistentes | Jose Ibrahim Martínez Chavarria  |
|            | Michel Alejandro Morales Morales |
| Cuarto     | Adonai Escobedo González         |

| 25    | POR   | Edmundo Ríos      |     |
| 22    | DEF   | Juan Pablo Vigon  |     |
| 3     | DEF   | Paulão            |     |
| 5     | DEF   | Diego Cervantes   |     |
| 6     | DEF   | Orlando Pineda    | 73' |
| 230   | MED   | Antonio Torres    |     |
| 15    | MED   | Juan David Castro |     |
| 17    | MED   | Ignacio Torres    |     |
| 10    | MED   | César de la Peña  | 45' |
| 33    | DEL   | Isaac Romo        | 54' |
| 9     | DEL   | Leandro Carrijo   |     |
| D. T. | D. T. | Raúl Arias        |     |

| 52    | POR   | Alfredo Frausto  |     |
| 57    | DEF   | Heriberto Pinto  |     |
| 43    | DEF   | Jonathan Lacerda |     |
| 53    | DEF   | Joshua Abrego    |     |
| 44    | DEF   | Alejandro Molina |     |
| 68    | MED   | Uriel Álvarez    |     |
| 72    | MED   | Segundo Castillo |     |
| 64    | MED   | Diego Mejía      |     |
| 56    | MED   | Vinicio Angulo   | 75' |
| 48    | DEL   | Rodrigo Prieto   | 88' |
| 55    | DEL   | Raúl Enríquez    | 67' |
| D. T. | D. T. | Carlos Bustos    |     |

| 30 | Centrocampista | Edgar Mejía    | 45' |
| 27 | Delantero      | Edgar González | 54' |
| 13 | Centrocampista | Pablo Metlich  | 73' |

| 61 | Centrocampista | Alfonso Domínguez  | 67' |
| 68 | Delantero      | Christian López    | 75' |
| 70 | Centrocampista | Jesús Javier Gómez | 88' |

| Principal  | Fernando Hernández Gómez         |
| Asistentes | Jose Ibrahim Martínez Chavarria  |
|            | Michel Alejandro Morales Morales |
| Cuarto     | Adonai Escobedo González         |

| 25    | POR   | Edmundo Ríos      |     |
| 22    | DEF   | Juan Pablo Vigon  |     |
| 3     | DEF   | Paulão            |     |
| 5     | DEF   | Diego Cervantes   |     |
| 6     | DEF   | Orlando Pineda    | 73' |
| 230   | MED   | Antonio Torres    |     |
| 15    | MED   | Juan David Castro |     |
| 17    | MED   | Ignacio Torres    |     |
| 10    | MED   | César de la Peña  | 45' |
| 33    | DEL   | Isaac Romo        | 54' |
| 9     | DEL   | Leandro Carrijo   |     |
| D. T. | D. T. | Raúl Arias        |     |

| 52    | POR   | Alfredo Frausto  |     |
| 57    | DEF   | Heriberto Pinto  |     |
| 43    | DEF   | Jonathan Lacerda |     |
| 53    | DEF   | Joshua Abrego    |     |
| 44    | DEF   | Alejandro Molina |     |
| 68    | MED   | Uriel Álvarez    |     |
| 72    | MED   | Segundo Castillo |     |
| 64    | MED   | Diego Mejía      |     |
| 56    | MED   | Vinicio Angulo   | 75' |
| 48    | DEL   | Rodrigo Prieto   | 88' |
| 55    | DEL   | Raúl Enríquez    | 67' |
| D. T. | D. T. | Carlos Bustos    |     |

| 30 | Centrocampista | Edgar Mejía    | 45' |
| 27 | Delantero      | Edgar González | 54' |
| 13 | Centrocampista | Pablo Metlich  | 73' |

| 61 | Centrocampista | Alfonso Domínguez  | 67' |
| 68 | Delantero      | Christian López    | 75' |
| 70 | Centrocampista | Jesús Javier Gómez | 88' |

| Principal  | Fernando Hernández Gómez         |
| Asistentes | Jose Ibrahim Martínez Chavarria  |
|            | Michel Alejandro Morales Morales |
| Cuarto     | Adonai Escobedo González         |

| 25    | POR   | Edmundo Ríos      |     |
| 22    | DEF   | Juan Pablo Vigon  |     |
| 3     | DEF   | Paulão            |     |
| 5     | DEF   | Diego Cervantes   |     |
| 6     | DEF   | Orlando Pineda    | 73' |
| 230   | MED   | Antonio Torres    |     |
| 15    | MED   | Juan David Castro |     |
| 17    | MED   | Ignacio Torres    |     |
| 10    | MED   | César de la Peña  | 45' |
| 33    | DEL   | Isaac Romo        | 54' |
| 9     | DEL   | Leandro Carrijo   |     |
| D. T. | D. T. | Raúl Arias        |     |

| 52    | POR   | Alfredo Frausto  |     |
| 57    | DEF   | Heriberto Pinto  |     |
| 43    | DEF   | Jonathan Lacerda |     |
| 53    | DEF   | Joshua Abrego    |     |
| 44    | DEF   | Alejandro Molina |     |
| 68    | MED   | Uriel Álvarez    |     |
| 72    | MED   | Segundo Castillo |     |
| 64    | MED   | Diego Mejía      |     |
| 56    | MED   | Vinicio Angulo   | 75' |
| 48    | DEL   | Rodrigo Prieto   | 88' |
| 55    | DEL   | Raúl Enríquez    | 67' |
| D. T. | D. T. | Carlos Bustos    |     |

| 30 | Centrocampista | Edgar Mejía    | 45' |
| 27 | Delantero      | Edgar González | 54' |
| 13 | Centrocampista | Pablo Metlich  | 73' |

| 61 | Centrocampista | Alfonso Domínguez  | 67' |
| 68 | Delantero      | Christian López    | 75' |
| 70 | Centrocampista | Jesús Javier Gómez | 88' |

| Principal  | Fernando Hernández Gómez         |
| Asistentes | Jose Ibrahim Martínez Chavarria  |
|            | Michel Alejandro Morales Morales |
| Cuarto     | Adonai Escobedo González         |

| GOLES LOCAL =  Edgar González
| RESULTADO GOLES LOCAL = 1:2
| MIN TARJETAS AMARILLAS LOCAL =   61' 
  83' 
| TARJETAS AMARILLAS LOCAL =  Paulão
 Ignacio Torres
| MIN TARJETAS ROJAS LOCAL =
| TARJETAS ROJAS LOCAL =
| PENALES LOCAL =
| RESULTADO PENALES LOCAL =
| TIRADORES LOCAL =
| MIN GOLES VISITA = 
| GOLES VISITA = 
| RESULTADO GOLES VISITA =
| MIN TARJETAS AMARILLAS VISITA =   78' 
| TARJETAS AMARILLAS VISITA =  Alfonso Domínguez
| MIN TARJETAS ROJAS VISITA = 
| TARJETAS ROJAS VISITA = 
| PENALES VISITA =
| RESULTADO PENALES VISITA =
| TIRADORES VISITA =

| LOCAL patrón_izq     = _sanluis1415h
| LOCAL patrón_cuerpo  = _sanluis1415h
| LOCAL patrón_der     = _sanluis1415h
| LOCAL patrón_pan     = _sanluis1415h
| LOCAL patrón_med     = _sanluis1415h
| LOCAL izquierdo      = 000000
| LOCAL cuerpo         = 000000
| LOCAL derecho        = 000000
| LOCAL shorts         = 000000
| LOCAL medias         = 000000

| VISITA patrón_izq    = __dorados1415t
| VISITA patrón_cuerpo = __dorados1415t
| VISITA patrón_der    = __dorados1415t
| VISITA patrón_pan    = __dorados1415t
| VISITA patrón_med    = __chiapas14h
| VISITA izquierdo     = ffffff
| VISITA cuerpo        = ffffff
| VISITA derecho       = ffffff
| VISITA shorts        = ffffff
| VISITA medias        = ffffff

| GRAFICO FORMACION       = Soccer Field Transparant.svg

| POSESION LOCAL          = %
| POSESION VISITA         = %
| TIROS LOCAL             = -
| TIROS VISITA            = -
| TIROS AL ARCO LOCAL     = -
| TIROS AL ARCO VISITA    = -
| FALTAS LOCAL            = -
| FALTAS VISITA           = -
| ESQUINA LOCAL           = -
| ESQUINA VISITA          = -
| LIBRES LOCAL            = -
| LIBRES VISITA           = -
| PENAL LOCAL             = -
| PENAL VISITA            = -
| FUERAS LOCAL            = -
| FUERAS VISITA           = -
}}
|                                       |
| Dorados de Sinaloa Campeón 3º título. |

| Predecesor: Apertura 2014 | Temporadas de la Liga de Ascenso de México Clausura 2015 | Sucesor: Apertura 2015 |